# Андріївська сільська рада (Макарівський район)
| Андріївська сільська рада — орган місцевого самоврядування у Макарівському районі Київської області з адміністративним центром у с. Андріївка. Історична дата утворення: в 1923 році. Водоймища на території, підпорядкованій даній раді: річка Здвиж. Сільській раді підпорядковані населені пункти: - с. Андріївка - с. Червона Гірка |

## Склад ради
Рада складається з 12 депутатів та голови.

### Керівний склад ради
| ПІБ                           | Основні відомості                                                                     | Дата обрання | Дата звільнення |
| ----------------------------- | ------------------------------------------------------------------------------------- | ------------ | --------------- |
| Сімороз Василь Григорович     | Сільський голова, 1970 року народження, освіта, член Соціалістичної партії України    | 26.03.2006   | 31.10.2010      |
| Сімороз Василь Григорович     | Сільський голова, 1970 року народження, освіта незакінчена вища, член Партії регіонів | 31.10.2010   | 04.11.2015      |
| Кибукевич Анатолій Михайлович | Сільський голова, 1972 року народження, освіта вища, позапартійний                    | 04.11.2015   |                 |

Примітка: таблиця складена за даними джерела